# Ikumi Hasegawa
Ikumi Hasegawa (長谷川 育美 Hasegawa Ikumi?, Prefectura de Tochigi, 31 de mayo) es una actriz de voz japonesa afiliada a Raccoon Dog. Es conocida por sus papeles en 86: Eighty-Six como Vladilena "Lena" Mirizé e Ikuyo Kita en Bocchi The Rock!

## Carrera profesional
El 10 de abril de 2018, se anunció que había sido ascendida de Miembros en custodia de Pro-Fit a Miembros oficiales. Tras el cese de operaciones de Pro-Fit, comenzó a formar parte de Raccoon Dog.

## Filmografía
Los papeles principales están en negrita

### Anime

#### Series de televisión
| Año  | Título | Rol                     | Refs.  |
| ---- | --- | ----------------------- | ------ |
| 2016 | Aikatsu Stars! | Johanna y Motoko        | [ 3 ]  |
| 2018 | Shichisei no Subaru | Momoi                   | [ 3 ]  |
| 2018 | Chio-chan no Tsuugakuro | Fuyumi Nojo             | [ 3 ]  |
| 2018 | Happy Sugar Life | Mitori Tajima           | [ 3 ]  |
| 2018 | Irozuku Sekai no Ashita kara | Sanami Asagawa          | [ 3 ]  |
| 2018 | Dakaretai Otoko 1-i ni Odosarete Imasu. | Maki Shimura            | [ 3 ]  |
| 2019 | Domestic na Kanojo | Kanae                   | [ 3 ]  |
| 2019 | Dōkyonin wa Hiza, Tokidoki, Atama no Ue. | Maki Shimura            | [ 3 ]  |
| 2019 | Kono Yūsha ga Ore TUEEE Kuse ni Shinchō Sugiru | Giorne                  | [ 3 ]  |
| 2020 | Oshi ga Budōkan Ittekuretara Shinu | Sorane Matsuyama        | [ 3 ]  |
| 2020 | Ishuzoku Reviewers | Ersha                   | [ 3 ]  |
| 2020 | Murenase! Seton Gakuen | Hana Hoshino            | [ 3 ]  |
| 2020 | Umayon! | Mihono Bourbon          | [ 4 ]  |
| 2020 | Shadowverse | Nii Shindou             | [ 3 ]  |
| 2021 | Uma Musume: Pretty Derby Season 2 | Mihono Bourbon          | [ 4 ]  |
| 2021 | Jaku-Chara Tomozaki-kun | Minami Nanami           | [ 5 ]  |
| 2021 | 86: Eighty-Six | Vladilena "Lena" Mirizé | [ 6 ]  |
| 2021 | Genjitsushugi Yūsha no Ōkoku Saikenki | Aisha Udgard            | [ 7 ]  |
| 2021 | Blue Period | Shirai                  | [ 8 ]  |
| 2021 | 86: Eighty-Six Part 2 | Vladilena "Lena" Mirizé | [ 9 ]  |
| 2022 | Genjitsushugi Yūsha no Ōkoku Saikenki Part 2 | Aisha Udgard            | [ 10 ] |
| 2022 | Otome Game Sekai wa Mob ni Kibishii Sekai desu | Jenna Fou Bartfort      | [ 11 ] |
| 2022 | Shachiku-san wa Yōjo Yūrei ni Iyasaretai | Shino                   | [ 12 ] |
| 2022 | Koi wa Sekai Seifuku no Ato de | Desumi Magahara         | [ 13 ] |
| 2022 | Aoashi | Nanami Shiina           | [ 14 ] |
| 2022 | Kunoichi Tsubaki no Mune no Uchi | Shion                   | [ 15 ] |
| 2022 | Mamahaha no Tsurego ga Motokano datta | Akatsuki Minami         | [ 16 ] |
| 2022 | Yofukashi no Uta | Azusa                   | [ 17 ] |
| 2022 | Uchi no Shishō wa Shippo ga Nai | Koito                   | [ 18 ] |
| 2022 | Kage no Jitsuryokusha ni Naritakute! | Labmda                  | [ 19 ] |
| 2022 | Bocchi the Rock! | Ikuyo Kita              | [ 20 ] |
| 2023 | Buddy Daddies | Karin Izumi             | [ 21 ] |
| 2023 | Mō Ippon! | Kotoko Nogisaka         | [ 22 ] |
| 2023 | Ningen Fushin no Bōkensha-tachi ga Sekai o Sukū Yō Desu | Topaz                   | [ 23 ] |
| 2023 | Edens Zero 2nd Season | Lyra                    | [ 24 ] |
| 2023 | Mashle | Lauren Cabasse          | [ 25 ] |
| 2023 | World Dai Star | Shizuka                 | [ 26 ] |
| 2023 | Dead Mount Death Play | Furuto Ichinose         | [ 27 ] |
| 2023 | Sōsō no Frieren | Übel                    | [ 28 ] |
| 2023 | Overtake! | Satō                    | [ 29 ] |
| 2023 | Watashi no Oshi wa Akuyaku Reijō | Lene Aurousseau         | [ 30 ] |
| 2023 | Kage no Jitsuryokusha ni Naritakute! 2nd Season | Lambda                  | [ 31 ] |
| 2023 | Uma Musume: Pretty Derby Season 3 | Mihono Bourbon          | [ 32 ] |
| 2023 | Undead Unluck | Latla Mirah             | [ 33 ] |
| 2023 | Tearmoon Teikoku Monogatari | Monica Buendia          | [ 34 ] |
| 2023 | Dead Mount Death Play Part 2 | Furuto Ichinose         | [ 35 ] |
| 2024 | Jaku-Chara Tomozaki-kun 2nd Stage | Minami Nanami           | [ 36 ] |
| 2024 | Ishura | Picket                  | [ 37 ] |
| 2024 | Dungeon Meshi | Kiki Floke              | [ 38 ] |
| 2024 | Loop 7-kaime no Akuyaku Reijō wa, Moto Tekikoku de Jiyū Kimama na Hanayome Seikatsu wo Mankitsu Suru                                                                                      | Rishe Irmgard Weitzner  | [ 39 ] |
| 2024 | Nozomanu Fushi no Bōkensha | Sheila Ibarss           | [ 40 ] |
| 2024 | Tsuki ga Michibiku Isekai Dōchū Season 2 | Lana                    | [ 41 ] |
| 2024 | Akuyaku Reijō Level 99: Watashi wa Ura-Boss desu ga Maō de wa Arimasen | Rita                    | [ 42 ] |
| 2024 | Cardfight!! Vanguard: Divinez | Hiroki Kirishima        | [ 43 ] |
| 2024 | Wind Breaker | Kotoha Tachibana        | [ 44 ] |
| 2024 | LV2 kara Cheat datta Moto Yūsha Kōho no Mattari Isekai Life | Quinn                   | [ 45 ] |
| 2024 | Seiyū Radio no Ura Omote | Otome Sakuranamiki      | [ 46 ] |
| 2024 | Tokidoki Bosotto Russia-go de Dereru Tonari no Alya-san | Sayaka Taniyama         | [ 47 ] |
| 2024 | Oshi no Ko 2nd Season | Yura Katayose           | [ 48 ] |
| 2024 | 2.5 Jigen no Yūwaku | Eri                     | [ 49 ] |
| 2024 | Senpai wa Otokonoko | Otonari-san             | [ 50 ] |
| 2024 | Fairy Tail: 100 Years Quest | Larcade Dragneel        | [ 51 ] |
| 2024 | Mayonaka Punch | Masaki                  | [ 52 ] |
| 2024 | Dungeon ni Deai o Motomeru no wa Machigatteiru Darō ka V: Hōjō no Megami-hen | Heith Velvet            | [ 53 ] |
| 2024 | Kamonohashi Ron no Kindan Suiri 2nd Season | Mia Costa               | [ 54 ] |
| 2025 | Dōse, Koishite Shimaunda. | Akiyama                 | [ 55 ] |
| 2025 | Ballpark de Tsukamaete! | Aona                    | [ 56 ] |
| 2025 | Wind Breaker Season 2 | Kotoha Tachibana        | [ 57 ] |
| 2025 | Witch Watch | Chica de la confesión   | [ 58 ] |
| 2025 | My Hero Academia: Vigilantes | Kazuho Haneyama         | [ 59 ] |
| 2025 | Hibi wa Sugiredo Meshi Umashi | Hiyori                  | [ 60 ] |
| 2025 | Kōjo Denka no Kateikyōshi | Lydia                   | [ 61 ] |
| 2025 | Dr. Stone: Science Future Part 2 | Stanley Snyder (niño)   | [ 62 ] |
| 2025 | Chitose-kun wa Ramune Bin no Naka | Yuzuki Nanase           | [ 63 ] |
| 2025 | Gnosia | Setsu                   | [ 64 ] |
| 2025 | Shinjiteita Nakama-tachi ni Dungeon Okuchi de Korosarekaketa ga Gift "Mugen Gacha" de Level 9999 no Nakama-tachi o Te ni Irete Moto Party Member to Sekai ni Fukushuu & "Zamaa!" Shimasu! | Mei                     | [ 65 ] |
| 2025 | Tai Ari Deshita: Ojō-sama wa Kakutō Game Nante Shinai | Aya Mitsuki             | [ 66 ] |
| 2025 | Chanto Suenai Kyūketsuki-chan | Misa Kusunoki           | [ 67 ] |
| 2026 | Class de 2-ban Me ni Kawaii Onna no Ko to Tomodachi ni Natta | Nina Nitta              | [ 68 ] |
| 2026 | Tokidoki Bosotto Russia-go de Dereru Tonari no Alya-san Season 2 | Sayaka Taniyama         | [ 69 ] |
| 2026 | My Hero Academia: Vigilantes Season 2 | Kazuho Haneyama         | [ 70 ] |
| —    | Bocchi the Rock! 2nd Season | Ikuyo Kita              | [ 71 ] |

#### Películas
| Año  | Título                 | Rol            | Refs.  |
| ---- | ---------------------- | -------------- | ------ |
| 2018 | Shiki Oriori           | Xiao Yu        | [ 72 ] |
| 2024 | Bocchi the Rock! Movie | Ikuyo Kita     | [ 73 ] |
| 2024 | Ganbatte Ikimasshoi    | Mayumi Inomoto | [ 74 ] |

#### ONAs
| Año  | Título                                         | Rol          | Refs.  |
| ---- | ---------------------------------------------- | ------------ | ------ |
| 2020 | Hallelujah: Unmei no Sentaku                   | Guren        | [ 75 ] |
| 2023 | Yōjo Shachō R                                  | Yoshine Budō | [ 76 ] |
| 2023 | Tensei Shitara Slime Datta Ken: Coleus no Yume | Jaune        | [ 77 ] |

#### Especiales
| Año  | Título                | Rol         | Refs.  |
| ---- | --------------------- | ----------- | ------ |
| 2025 | Undead Unluck Special | Latla Mirah | [ 78 ] |

### Videojuegos
| Año  | Título                                                                                              | Rol               | Refs.         |
| ---- | --------------------------------------------------------------------------------------------------- | ----------------- | ------------- |
| 2017 | Genjū Keiyaku Cryptract                                                                             | Sherida           | [ 79 ]        |
| 2017 | Tenka Hyakken -Zan-                                                                                 | Kuniyuki Akashi   | [ 3 ]         |
| 2020 | Azur Lane                                                                                           | Casablanca        | [ 80 ]        |
| 2020 | Brown Dust                                                                                          | Rosengart         | [ 81 ]        |
| 2021 | Tsukihime -A piece of blue glass moon-                                                              | Arcueid Brunestud | [ 82 ] [ 83 ] |
| 2021 | Melty Blood: Type Lumina                                                                            | Arcueid Brunestud | [ 84 ]        |
| 2021 | Blue Archive                                                                                        | Asuna Ichinose    | [ 85 ]        |
| 2022 | Fate/Grand Order                                                                                    | Arcueid Brunestud | [ 86 ]        |
| 2022 | Lackgirl I                                                                                          | Subaru            | [ 87 ]        |
| 2023 | Fire Emblem: Engage                                                                                 | Citrinne          | [ 88 ]        |
| 2023 | That Time I Got Reincarnated as a Slime: The Saga of How the Demon Lord and Dragon Founded a Nation | Jaune             | [ 89 ]        |
| 2024 | Library of Ruina                                                                                    | Angela            | [ 90 ]        |